# Btissam Lakhouad

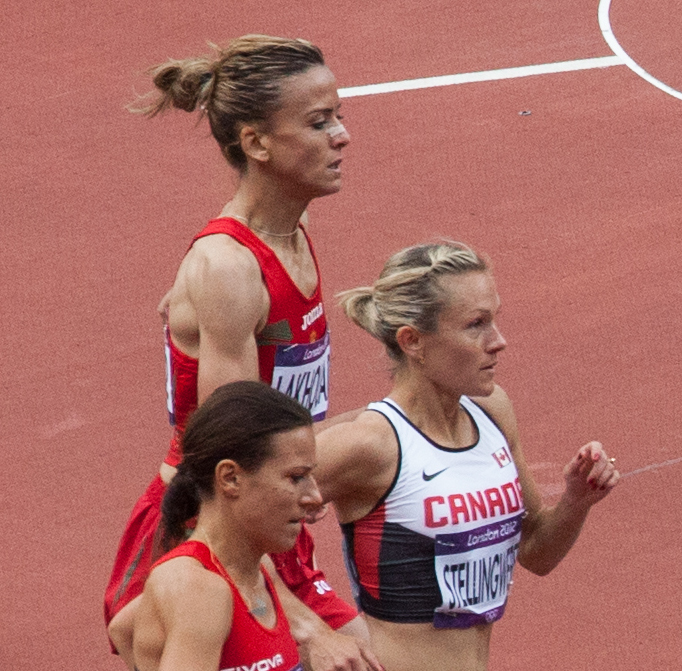
Btissam Lakhouad (hinten) bei den Olympischen Spielen 2012

Btissam Lakhouad (arabisch ابتسام لخواد‎; * 7. Dezember 1980 in Khouribga) ist eine marokkanische Mittelstreckenläuferin.

## Leben
Lakhouad wurde bei den Olympischen Spielen 2008 in Peking Zwölfte im 1500-Meter-Lauf. Über dieselbe Distanz schied sie bei den Leichtathletik-Weltmeisterschaften 2009 in Berlin im Halbfinale aus, gewann jedoch kurze Zeit später die Goldmedaille bei den Jeux de la Francophonie in Beirut.
Bei den Crosslauf-Weltmeisterschaften 2010 in Bydgoszcz belegte sie den 34. Platz. Im selben Jahr gewann sie bei den Leichtathletik-Afrikameisterschaften in Nairobi die Bronzemedaille über 1500 Meter. Bei den Crosslauf-Afrikameisterschaften 2011 in Kapstadt wurde sie Sechste.

## Bestleistungen
- 800 m: 2:00,22 min, 27. Mai 2012, Rabat
- 1500 m: 3:59,35 min, 8. Juli 2010, Lausanne
- 1 Meile: 4:25,35 min, 14. September 2007, Brüssel